# Ачакасинское сельское поселение
Ачакасинское се́льское поселе́ние — муниципальное образование в Канашском районе Чувашии Российской Федерации.
Административный центр — деревня Новые Ачакасы.

## Географические данные
Ачакасинское сельское поселение на севере граничит с землями Байгильдинского и Чагасьского сельских поселений, на востоке – с землями Янгличского сельского поселения, на юге – с землями Ибресинского района, на западе с Вурнарским районом и Новочелкасинским сельским поселением.

## История
Статус и границы сельского поселения установлены Законом Чувашской Республики от 24 ноября 2004 года № 37 «Об установлении границ муниципальных образований Чувашской Республики и наделении их статусом городского, сельского поселения, муниципального района и городского округа»

## Население
| 2010  | 2012  | 2013  | 2014  | 2015  | 2016  | 2017  |
| ----- | ----- | ----- | ----- | ----- | ----- | ----- |
| 2157  | ↘2107 | ↘2038 | ↘1974 | ↘1933 | ↘1903 | ↘1834 |
| 2018  | 2019  | 2020  | 2021  |       |       |       |
| ↘1809 | ↘1772 | ↘1736 | ↘1704 |       |       |       |

## Состав сельского поселения
| № | Населённый пункт | Тип населённого пункта          | Население |
| - | ---------------- | ------------------------------- | --------- |
| 1 | Ачакасы          | село                            | →343      |
| 2 | Ачакс            | разъезд                         | ↗17       |
| 3 | Елмачи           | деревня                         | →372      |
| 4 | Ирдеменево-Кошки | деревня                         | ↘136      |
| 5 | Напольные Котяки | деревня                         | ↘747      |
| 6 | Новые Ачакасы    | деревня, административный центр | →541      |

## Местное самоуправление
Главы сельского поселения
- Руссков Владимир Дмитриевич